# Nubisk nattskärra
Nubisk nattskärra (Caprimulgus nubicus) är en fågel i familjen nattskärror som förekommer huvudsakligen i Afrika.

## Utseende och läten
Nubisk nattskärra är en relativt liten nattskärra, med en kroppslängd på 20–22 centimeter och vingspannet 46–50 centimeter. Jämfört med nattskärra (Caprimulgus europaeus) har den proportionellt kortare stjärt samt trubbigare och bredare vingar. Den är till färgsättningen mest lik rödhalsad nattskärra (C. ruficollis) med sin mestadels grå fjäderdräkt och rostfärgat halsband och de inre armpennorna rödbruna. I flykten syns hanens vita fläckar på vingarna och stjärten tydligt. Lätet är ett ihåligt kortljudande kjau kjau som upprepas knappt en gång per sekund.

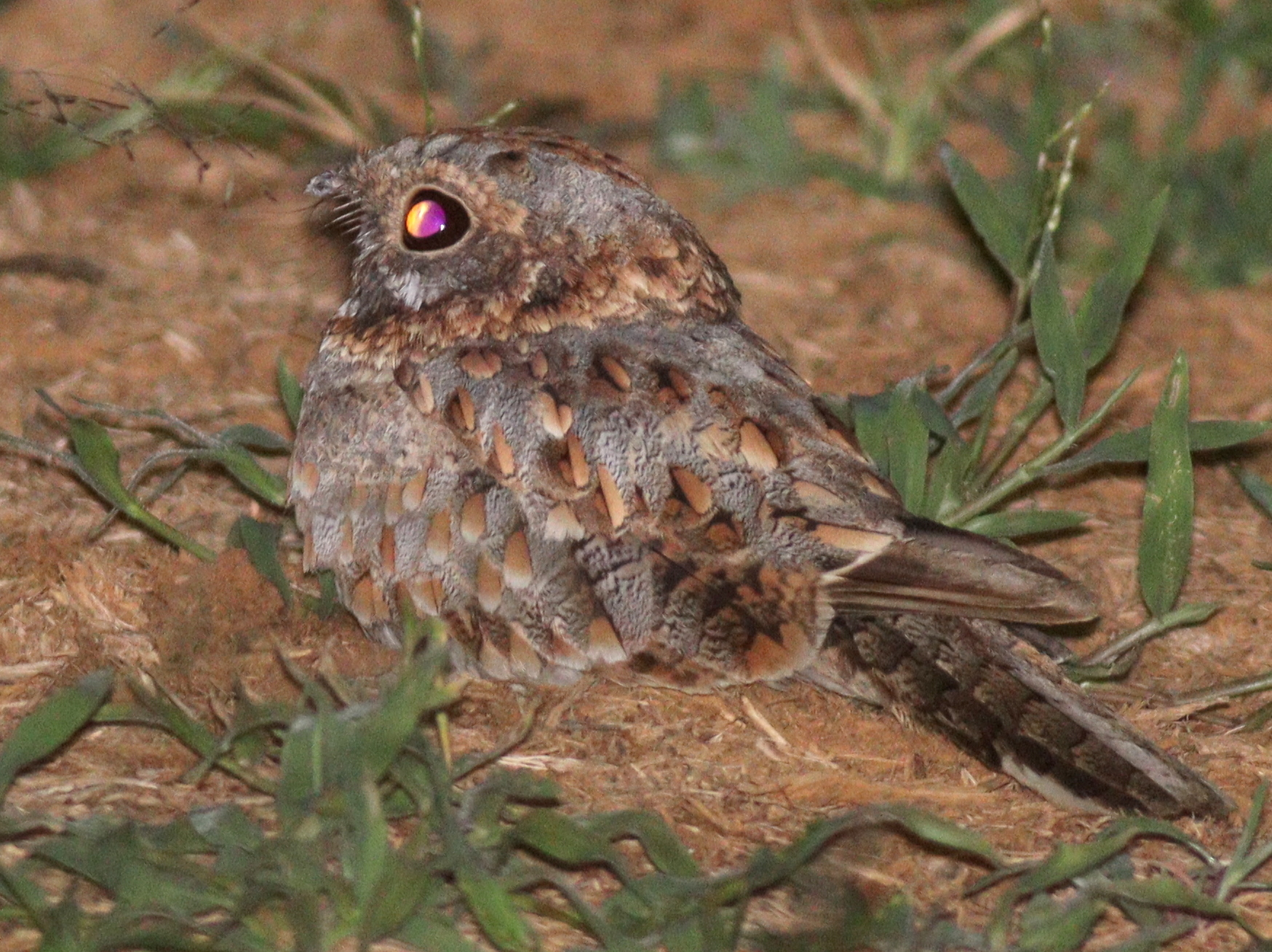

## Utbredning och systematik
Nubisk nattskärra delas in i fyra underarter i tre grupper:
- nubicus-gruppen
  - Caprimulgus nubicus tamaricis – förekommer i Israel, Jordanien, sydvästra Saudiarabien och Jemen
  - Caprimulgus nubicus nubicus – förekommer i centrala Sudan
- Caprimulgus nubicus torridus – förekommer från centrala Etiopien till Somalia, Kenya och nordöstra Uganda
- Caprimulgus nubicus jonesi – förekommer på Sokotra

Tillfälligt har den även påträffats i Oman. Underarten jonesi inkluderas ofta i torridus.

## Ekologi
Arten återfinns i torr och öppen terräng i buskig halvöken med akacia, tamarisk och intill palmlundar. Den ses ofta sitta på vägar. Fågeln är nattaktivt, men kan börja spela innan skymningen.
Dess häckningsvanor är dåligt kända. Den lägger ett till två elliptiska ägg, elfenbensvita och marmorerade i brunlila, direkt på marken, ofta vid botten av en törnbuske.

## Status och hot
Arten har ett stort utbredningsområde och en stor population, men tros minska i antal på grund av habitatförstörelse, trafikskador och ökad användning av besprutningsmedel. Den minskar dock inte tillräckligt kraftigt för att den ska betraktas som hotad. Internationella naturvårdsunionen IUCN kategoriserar därför arten som livskraftig (LC).